# Christa Meier

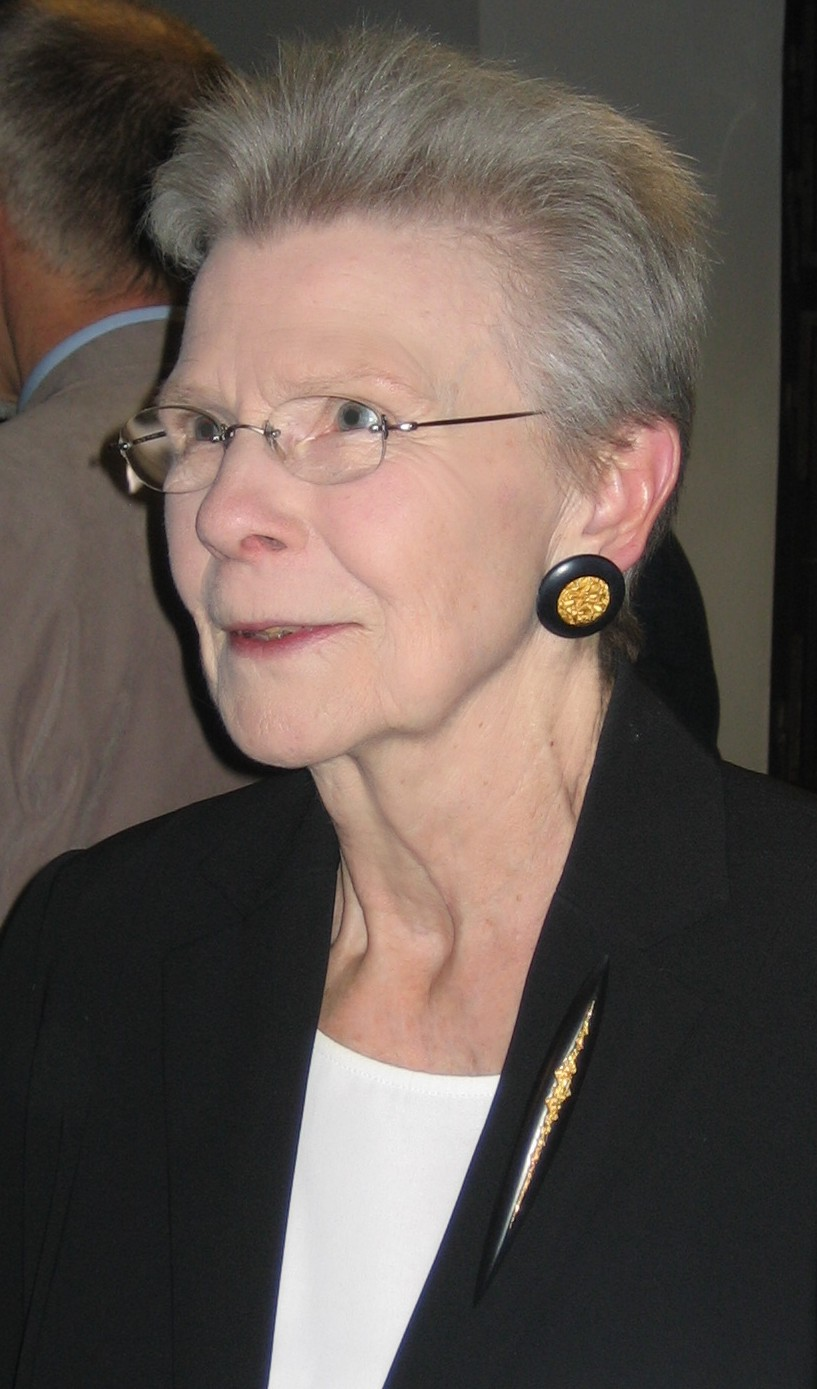
Christa Meier (2017)

Christa Meier, geborene Stangl (* 6. Dezember 1941 in Regensburg; † 1. Dezember 2024 ebenda), war von 1990 bis 1996 die erste Oberbürgermeisterin von Regensburg (SPD) und damit erste Frau in diesem Amt in einer bayerischen Großstadt.

## Werdegang
Die studierte Lehrerin trat 1966 der SPD bei und wurde 1972 in den Regensburger Stadtrat gewählt, dem sie bis April 2020 ohne offizielle Unterbrechung angehörte. Zu einer kurzzeitigen inoffiziellen Unterbrechung der Mitgliedschaft im Stadtrat kam es nach 1973 als Christa Meier, gemeinsam mit den damaligen SPD-Stadräten Walter Annuß und Herbert Brekle aus der Stadtratsfraktion der SPD ausgeschlossen wurde, weil diese drei SPD Stadtrats-Mitglieder, (zusätzlich unterstützt von einem CSU-Stadtrat) die damaligen Pläne zum Bau der sogenannten Bayerwaldbrücke nach Norden über die Donau ablehnten, die vom damaligen SPD-Oberbürgermeier Rudolf Schlichtinger und seinem Stellvertreter Albert Schmidt mit mehrheitlicher Unterstützung der CSU durchgesetzt werden sollten.
Zu der Stadtratswahl 2020 trat Christa Meier nicht mehr an, weil sie bereits 1978 als Abgeordnete für den Bayerischen Landtag gewählt worden war. Als Abgeordnete im  Landtag war sie als erste Frau Vorsitzende im Ausschuss für Kultur- und Bildungspolitik, musste aber Im Jahr 1990 ihre als erfolgreich eingeschätzte Tätigkeit im Bildungsbereich im Landtag zum eigenen Bedauern beenden, weil sie bei den Kommunalwahlen in Regensburg zur Oberbürgermeisterin gewählt worden war. Sie trat die Nachfolge an von Oberbürgermeister Friedrich Viehbacher (CSU), der 12 Jahre regiert hatte und mit Plänen zum Neubau einer Stadthalle, verbunden mit neuen Straßen, und einer Brücke über die Donau keine Mehrheit errungen hatte. Mit der Wahl von Christa Meier als Oberbürgermeisterin wurden die seit 1987 betriebenen und weit fortgeschrittenen Pläne zum Bau einer von der Bevölkerung mehrheitlich abgelehnten Stadthalle am Donaumarkt beendet. Der Modell-Entwurf der Stadthalle hatte gezeigt, dass die geplanten hohen Mauern die Halle von der Donau völlig abgeschottet hätten.
Die Amtsperiode von Christa Meier als Oberbürgermeisterin verlief von vornherein sehr schwierig, weil im neu gebildeten Stadtrat im Hinblick auf die im Wahlkampf bereits angekündigten, aber in der Bevölkerung stark umstrittenen Maßnahmen zur Verkehrsberuhigung in der Altstadt keine stabilen Mehrheiten gebildet werden konnten. Trotzdem wurde dann mit der mittigen Sperrung einer Fahrspur für den Autoverkehr auf der stark befahrenen Ost-West-Stadt-Durchgangsstraßenfolge Thundorferstraße, Keplerstraße in beide Richtungen erstmals in Regensburg eine der in der Bevölkerung stark umstrittenen Maßnahmen zu weiteren geplanten Verkehrseinschränkungen in der Altstadt durchgesetzt. Daraufhin wurde versucht, Christa Meier als Person herabzusetzen und lächerlich zu machen, indem man die auf ihre Veranlassung als Straßen-Sperr-Symbole aufgestellten Verkehrszeichen als „Christa-Meier-Hütchen“ bezeichnete, ein Begriff, der sich schnell über das Gebiet der Stadt hinaus verbreitete und von der Notwendigkeit der damaligen, von Christa Meier veranlassten, provisorischen Sperr-Maßnahme ablenkte.
Die Wiederwahl von Christa Meier als Oberbürgermeisterin scheiterte im Jahr 1996. Nachfolger als Oberbürgermeister wurde Hans Schaidinger (CSU). In seiner Amtszeit wurde die Teil-Sperrung der Thundorferstraße zunächst wieder rückgängig gemacht und später zum heutigen komplizierten Zustand (Stand 2022), als Einbahnstraße (mit Ausnahme Busverkehr im Abschnitt Thundorferstraße), variiert. Auch die Planungen zum Bau einer Stadthalle wurden wieder begonnen und endeten nach jahrelangen Auseinandersetzungen, verbunden mit mehreren Bürgerabstimmungen, mit dem Bau des heutigen Geschichte: Museums für bayerische Geschichte.
Nach dem Ende ihrer Tätigkeit als Oberbürgermeisterin übernahm Christa Meier den Posten der Rektorin an der St. Wolfgangsschule, einer im Regensburger Stadtteil Kumpfmühl gelegenen Grundschule.
Christa Meier war eine Gegnerin der Wiederaufarbeitungsanlage Wackersdorf. Sie starb am 1. Dezember 2024 im Alter von 82 Jahren in ihrem Haus in Regensburg am Sallerner Berg.

## Auszeichnungen
- 1988: Bundesverdienstkreuz am Bande
- 2003: Bundesverdienstkreuz 1. Klasse
- 2011: Goldene Bürgermedaille der Stadt Regensburg